# Escurolles
Escurolles é uma comuna francesa na região administrativa de Auvérnia-Ródano-Alpes, no departamento Allier. Estende-se por uma área de 13,36 km². Em 2010 a comuna tinha 810 habitantes (densidade: 60,6 hab./km²).